# 2465
2465(이천사백육십오)는 2464보다 크고 2466보다 작은 자연수다.

## 수학
- 합성수로, 그 약수는 1, 5, 17, 29, 85, 145, 493, 2465다. 진약수의 합은 775이므로, 2465는 부족수다.
- 피타고라스 삼조의 빗변의 길이이다.
  - {\displaystyle 784^{2}+2337^{2}=2465^{2}}[a]
  - {\displaystyle 897^{2}+2296^{2}=2465^{2}}[b]
  - {\displaystyle 1407^{2}+2024^{2}=2465^{2}}[c]
  - {\displaystyle 1504^{2}+1953^{2}=2465^{2}}[d]
- 29번째 팔각수다. 앞의 팔각수는 2296, 다음 팔각수는 2640이다.
- 17번째 이십각수다. 앞의 이십각수는 2176, 다음은 2772이다.
- 4번째 카마이클 수다. 앞의 카마이클 수는 1729, 다음은 2821이다.
- {\displaystyle 2465=8^{2}+49^{2}=16^{2}+47^{2}=23^{2}+44^{2}=28^{2}+41^{2}}
  - 서로 다른 두 자연수의 제곱합으로 나타내는 방법이 네 가지인 수다.
- {\displaystyle 2465=7^{4}+2^{6}}
- {\displaystyle 86^{2}-1}은 2465로 나누어떨어진다.

## 과학·기술
- NGC 2465: 살쾡이자리 방향에 있는 항성.
- 코스모스 2465호(영어판): 러시아의 군용 인공위성.

## 기타
- 연도: 2465년, 기원전 2465년

## 같이 보기
- 2000
- 카마이클 수